# 埼玉県道138号行田停車場線
埼玉県道138号行田停車場線（さいたまけんどう138ごう ぎょうだていしゃじょうせん）は、埼玉県行田市に設定されている県道である。

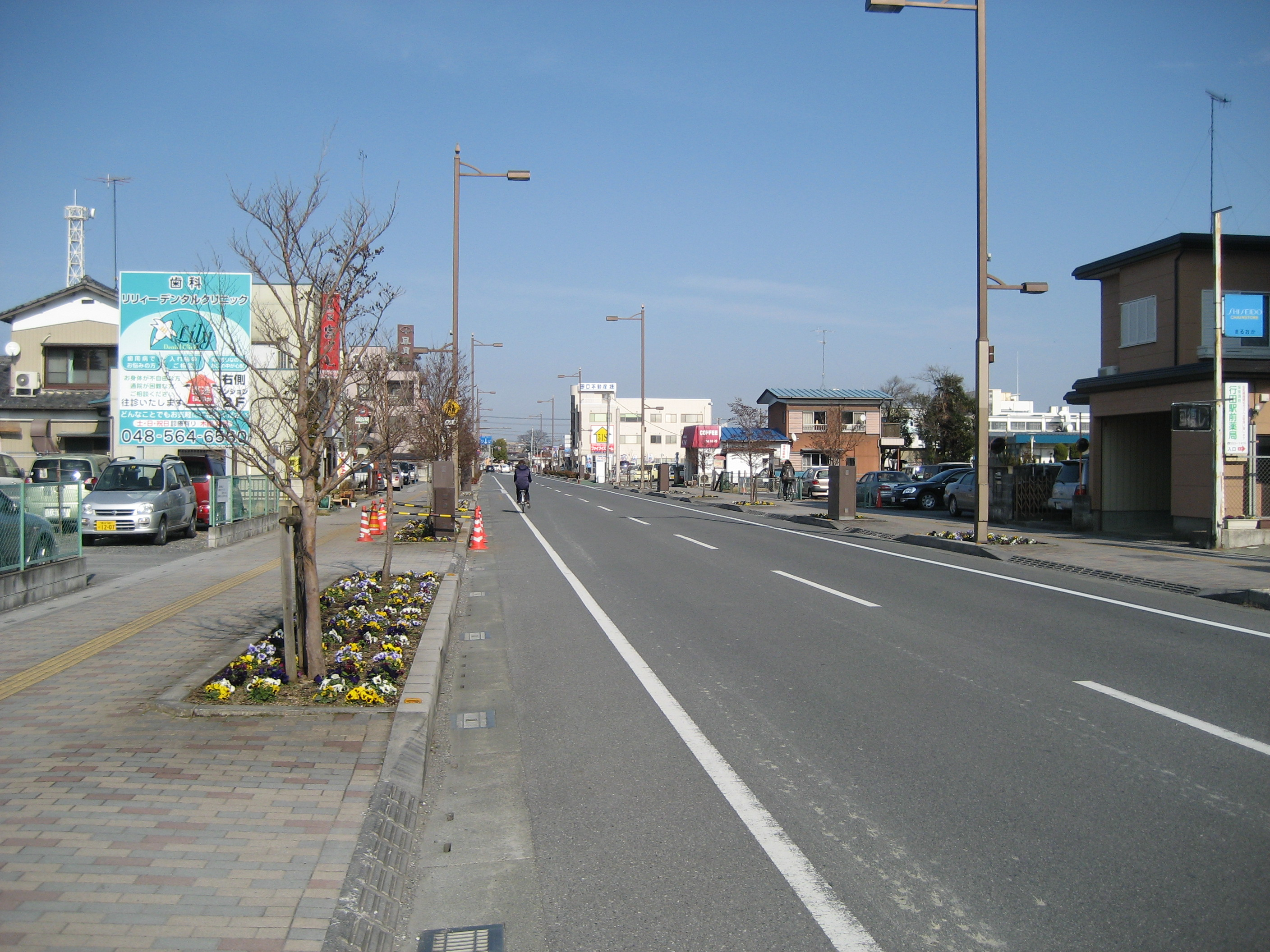
国道17号線方面

## 路線概要
- 起点：行田停車場
- 終点：国道17号交点
- 総距離：301m

## 通過する自治体
- 埼玉県
  - 行田市

## 接続・交差する主な道路
| 交差する道路   | 交差点名 | 所在地 |
| -------------- | -------- | ------ |
| （行田停車場） |          | 行田市 |
| 国道17号       | 壱里山町 | 行田市 |

## 沿線の主な施設
- 行田駅
- 行田駅前郵便局
- 行田警察署行田駅前交番
- 岩崎電気株式会社 埼玉製作所